# Leopold von Dittel
Leopold rytíř von Dittel (29. května 1815 Fulnek, Morava – 28. července 1898 Vídeň) byl rakouský lékař moravského původu, zakladatel urologie jako nového samostatného oboru.

## Život a dílo
Leopold von Dittel vystudoval lékařství na Vídeňské univerzitě a po své promoci v roce 1840 pracoval jako praktický lékař. Později se stal asistentem u Johanna Dumreichera. V letní sezóně v letech 1842–1848 pracoval jako lázeňský lékař v tehdejších uherských, dnes slovenských Trenčianských Teplicích. V roce 1856 se habilitoval v oboru chirurgie.
Dittel se v roce 1861 stal primářem chirurgického oddělení ve Vídeňské všeobecné nemocnici a v roce 1865 se stal z rozhodnutí císaře Františka Josefa I. mimořádným profesorem. V roce 1875 rezignoval na akademický post, v roce 1880 odmítl profesuru a nástupnictví po Johannu Dumreicherovi. Krátce poté byl povýšen do šlechtického stavu.
Je oceňován za rozvoj mnoha nových diagnostických a chirurgických postupů na poli urogenitální medicíny. Je znám jako průkopník diagnostiky za pomocí cytoskopu, přístroje, který nedávno před tím vynalezl urolog Maxmilian Nitze (1848–1906). V urologii slouží cytoskop k endoskopické detekci nádorů močového měchýře a dalších poruch močového systému.
Společně s Felixem Legueuem (1863–1939) a Émilem Forguem (1860–1943) vyvinuli chirurgickou metodu uzavření vesikovaginální fistuly, která je podle nich pojmenována a známá jako „Dittel-Forgue-Legueuho operace“. Dále je po něm pojmenován nástroj na léčbu uretrální stenózy tzv. Dittelova uretrální sonda.
V roce 1894 byl jmenován do prestižní funkce prezidenta vídeňské Lékařské společnosti (Gesselschaft der Ärzte). Jeho portrétní reliéf od Rudolfa Bachmanna lze dnes spatřit v arkádovém dvoře vídeňské univerzity. V roce 1975 byla po něm ve 22. vídeňském okrese Donaustadt pojmenována ulice: Dittelgasse.

## Spisy
- Ueber Klumpfuss 1851
- Skoliose 1853
- Beiträge zur Pathologie und Therapie der Männlichen Geschlechtstheile 1859
- Sekundäre Luxation des Hüftgelenkes 1861
- Der Kathederismus 1864
- Beitrag zur Lehre der Hypertrophie der Prostata, in Oesterreichischer Medizinischer Jahrbericht 1867
- Der Steinsauger in Allgemeine Wiener Medizinische Zeitung 1870
- Die Stricturen der Harnröhre (in Franz von Pitha – Theodor Billroth's Handbuch der Chirurgie) 1872
- Zur Behandlung der Hypertrophie der Vorsteherdrüse in Wiener Medizinische Wochenschrift 1876
- Operationen der Blasensteine ib. 1880; Nierencalculose, ib. 1881